# RAZEB
De Raad Algemene Zaken en Externe Betrekkingen (RAZEB) was een van de formaties van de Raad van de Europese Unie, bestaande uit de ministers van buitenlandse zaken, defensie en/of ontwikkelingssamenwerking van de lidstaten van de Europese Unie. Na de inwerkingtreding van het Verdrag van Lissabon werd RAZEB gesplitst in een formatie Algemene Zaken en een formatie Buitenlandse Zaken, voorgezeten door de hoge vertegenwoordiger van de Unie voor buitenlandse zaken en veiligheidsbeleid.